# Qualificações para o Campeonato Europeu de Futebol Sub-21 de 2011/Grupo 6
As seleções que competiram no Grupo 6 das Qualificações para o Campeonato Europeu de Futebol Sub-21 de 2011 foram as seguintes Israel, Suécia, Bulgária, Montenegro e Cazaquistão.

## Tabela classificativa
| Selecção    | Pts | J | V | E | D | GM | GS | +/- |
| ----------- | --- | - | - | - | - | -- | -- | --- |
| Montenegro  | 13  | 6 | 4 | 1 | 1 | 9  | 4  | +5  |
| Suécia      | 10  | 4 | 3 | 1 | 0 | 10 | 3  | +7  |
| Israel      | 10  | 5 | 3 | 1 | 1 | 11 | 6  | +5  |
| Cazaquistão | 5   | 8 | 1 | 1 | 5 | 7  | 17 | -10 |
| Bulgária    | 4   | 7 | 1 | 1 | 5 | 8  | 15 | -7  |

| Cores da tabela                      |
| apuramento directo para os play-offs |
| não se qualificou                    |

## Jogos
| 29 de Março 2009 | Israel      | 1 - 1     | Cazaquistão   | Kiryat Eliezer Stadium, Haifa |
| 17:00            | Buzaglo 44' | Relatório | Kuantayev 62' | Árbitro: NED Liesveld         |

| 2 de Abril de 2009 | Cazaquistão              | 2 - 0     | Bulgária | Almaty Central Stadium, Almaty |
| 11:00              | Ibraev 70' · Erbes 90+1' | Relatório |          | Árbitro: DEN Vejlgaard         |

| 7 de Junho de 2009 | Cazaquistão | 0 - 2     | Montenegro                  | Almaty Central Stadium, Almaty |
|                    |             | Relatório | Jovetić 17' · Lakičević 48' | Árbitro: TUR Yildirim          |

| 10 de Junho de 2009 | Bulgária                                | 3 - 4     | Israel                                       | Georgi Asparuhov Stadium, Sófia |
| 17:00               | Baltanov 2' · Cvetanov 59' · Ivanov 76' | Relatório | Zeiri 6' · Kiyal 28' · Tamuz 53' · Sahar 89' | Árbitro: GRE Kalopoulos         |

| 4 de Setembro de 2009 | Bulgária                       | 3 - 0     | Cazaquistão | Gradski Stadium, Ruse    |
| 17:00                 | Tonev 57' · Baltanov 64' 90+4' | Relatório |             | Árbitro: EST Sten Kaldma |

| 4 de Setembro de 2009 | Montenegro | 0 - 2     | Suécia                  | Podgorica City Stadium, Podgorica |
| 20:00                 |            | Relatório | Ekdal 84' · Mehmeti 89' | Árbitro: NIR Alan Black           |

| 9 de Setembro de 2009 | Cazaquistão | 1 - 2     | Israel                 | Kazhimukan Munaitpasov Stadium, Astana |
| 13:00                 | Dautov 58'  | Relatório | Natkho 56' · Tamuz 90' | Árbitro: UKR Igor Ishchenko            |

| 9 de Setembro de 2009 | Suécia                   | 2 - 1     | Bulgária  | Vångavallen, Trelleborg  |
| 20:45                 | Olsson 31' · Bajrami 53' | Relatório | Genev 34' | Árbitro: BEL Luc Wouters |

| 10 de Outubro de 2009 | Bulgária            | 1 - 1     | Montenegro   | Gradski Stadium, Ruse    |
| 17:00                 | Baltanov 68' (g.p.) | Relatório | Djurović 77' | Árbitro: SCO Euan Norris |

| 11 de Outubro de 2009 | Cazaquistão  | 1 - 1     | Suécia       | Kazhimukan Munaitpasov Stadium, Astana |
| 11:00                 | Shabalin 51' | Relatório | Almebäck 88' | Árbitro: SRB Boško Jovanetić           |

| 14 de Outubro de 2009 | Montenegro                               | 3 - 1     | Cazaquistão     | Gradski stadium, Nikšić         |
| 15:00                 | Adrović 10' · Djurović 42' · Nikolić 81' | Relatório | Abdukarimov 83' | Árbitro: ARM Ararat Tshagharyan |

| 14 de Novembro de 2009 | Montenegro | 1 - 0     | Israel | Podgorica City Stadium, Podgorica |
| 14:00                  | Nikolić 5' | Relatório |        | Árbitro: ITA Andrea De Marco      |

| 15 de Novembro de 2009 | Suécia                                 | 5 - 1     | Cazaquistão | Estádio Swedbank, Malmö         |
| 16:00                  | Fejzullahu 32' 50' 56' 67' · Ekdal 60' | Relatório | Shomko 89'  | Árbitro: LTU Paulius Malzinskas |

| 18 de Novembro de 2009 | Israel                       | 4 - 0     | Bulgária | Estádio Ramat Gan, Ramat Gan |
| 17:00                  | Sahar 7' 24' 57' · Vered 32' | Relatório |          | Árbitro: AUT Fritz Stuchlik  |

| 3 de Março de 2010 | Montenegro                 | 2 – 0     | Bulgária | Podgorica City Stadium , Podgorica |
| 17:00              | Djurović 24' · Božović 89' | Relatório |          | Árbitro: FIN Mattias Gestranius    |

## Artilharia
| 4 golos - BUL Lachezar Baltanov - ISR Ben Sahar - SWE Erton Fejzullahu 2 golos - ISR Toto Tamuz - MNE Marko Djurović | 1 golo - BUL Alexandar Tonev - BUL Ivan Ivanov - BUL Lachezar Baltanov - BUL Momchil Cvetanov - KAZ Damir Dautov - KAZ Khassan Abdukarimov - KAZ Pavel Shabalin - KAZ Ruslan Kenetaev - KAZ Sabyrkhan Ibraev - KAZ Vyacheslav Erbes - ISR Biram Kayal - ISR Bibras Natkho - ISR Eidan Vered - ISR Liroi Zeiri | 1 golo (cont.) - ISR Maor Buzaglo - MNE Admir Adrović - MNE Draško Božović - MNE Nemanja Nikolić - SWE Agon Mehmeti - SWE Albin Ekdal - SWE Emir Bajrami - SWE Martin Olsson - SWE Michael Almebäck - MNE Marko Djurović - MNE Slobodan Lakičević - MNE Stefan Nikolić - MNE Stevan Jovetić |